# الميهال (أرحب)

تعديل مصدري - تعديل

الميهال هي إحدى قرى عزلة بني مرة بمديرية أرحب التابعة لمحافظة صنعاء، بلغ تعداد سكانها 249 نسمة حسب تعداد اليمن لعام 2004.